# 加茂フミヨシ
加茂 フミヨシ（かも フミヨシ、本名：加茂 文吉（読み同じ）、1974年5月8日 - ）は、日本のギタリスト、アレンジャー、音楽プロデューサー、博士（工学）。
北海道函館市出身、群馬県立渋川高等学校卒業、東京理科大学理学部応用数学科卒業、デジタルハリウッド大学大学院デジタルコンテンツ研究科首席修了。デジタルコンテンツマネジメント修士（専門職）。東京工科大学大学院バイオ・情報メディア研究科コンピュータサイエンス専攻博士後期課程早期修了。博士（工学）。血液型はA型。

## バイオグラフィ
3歳よりエレクトーンを始め、また小学校からコンピュータプログラミングを始める。中学1年にして「ヤマハ・エレクトーンフェスティバル」等のコンクールで入賞を果たし、同時にシンセサイザーを使ってMIDIの打ち込みや編曲を始め、将来はキーボーディストにと周囲から期待されるが、段々とロックやギターミュージックに傾倒するようになる。当時のシンセではギター奏法をMIDIで再現することが困難だったため段々とキーボードでギターの音色を作ることにフラストレーションを感じるようになり、だったら自分で弾いてしまえ、という理由で19歳の時にギターを始める。渋川高校卒業後、東京理科大学理学部応用数学科に進学してコンピュータープログラミングを学びITに興味を持つ。同時にギタリストとしてセッション活動等も行うようになり、音楽とコンピューターの融合を志す。
大学卒業後は音楽コンテンツ作成のクリエーターとして有名アーティストのデジタルコンテンツを多数手掛ける。1999年より、キングレコード（株）から発売されたオムニバスアルバムへの参加をきっかけにミュージシャンとして活動を開始する。
2000年に（株）オフィスルイにプロデューサーとして所属。Vap、EMI Music Japanのアーティストの楽曲提供、アレンジ、サウンドプロデュースを手掛ける。2004年にインディーズレーベル「COMRADE RECORDS」のレーベルマスターとなり、ジャズ/フュージョン/クラシック系のアーティストをプロデュースする。同時期に、SHIBUYA-FMにてレギュラーラジオ番組「GOOD WAVE」開始、メインパーソナリティを務める。この番組はジャンルを問わず世界の曲をオンエアして音楽の素晴らしさを伝える内容で、この番組でオンエアされるような自分の曲を作りたいという想いで自身のギタープレイをフィーチャーしたソロアルバム「GOOD WAVE」を2005年2月にCOMRADE RECORDSよりリリース。HMVの「フュージョンギターベストセラーランキング」で14位にチャートインする。2005年以降は「fj～future jazz」、「osmosis」などバンド活動も行う。
2011年3月～4月に生放送された音楽番組「ニコニコけいおん部」にギタリストとして出演しオンライン・ギター・レッスンを行う。4月2日「HR/HM」の放送回の受講者数・レッスンプラン詳細をギネスワールドレコーズに申請し、スティーヴ・ヴァイが2011年3月に打ち立てた「Largest Online Guitar Lesson（世界最大規模のオンライン・ギター・レッスン）」の世界記録「受講者数4455人」を、新たに「受講者数8776人」に更新したと2011年6月1日に認定され、ギタリスト/ギター講師としてギネス世界記録を達成する。2019年4月、デジタルハリウッド大学大学院に特別奨学生として入学し音楽活動と並行して研究活動を行う。2021年3月、大学院を首席で修了。（MVP受賞）、DCM（デジタルコンテンツマネジメント）修士号を取得。
2021年4月より松下宗一郎教授指導の下、東京工科大学大学院バイオ・情報メディア研究科コンピュータサイエンス専攻博士後期課程にて博士論文「ギター演奏の運動評価による技量獲得暗黙知の解明と教育への応用」を完成させ、大学院を2年間で早期卒業し博士（工学）の学位を取得する。

## 音楽性・演奏スタイルの特徴
プロデューサーとギタープレイヤーの「二つの顔を持つ音楽性」で認知されている。そのギターフレーズはジャズ、ブルース、ヘヴィメタル、クラシック等多くのジャンルのフレーズを組み合わせて構成されるものが多い。Rittor Music Portの人気企画「著者たちの語らい」では、ジャズ、フュージョン、ヘヴィメタル、ブルース、アコースティック・ギター等で有名著書を発表している各分野のトップ・ギタリスト達と、それぞれのジャンルで互角のギター・バトルを繰り広げた。エレキもアコギも演奏するが、特にエレキの速弾きでは、速弾きのギネス記録樹立者John Taylorと速弾きバトルも行うなど卓越した技量を持ち、著書/DVD「速弾きがうまくなる理由　ヘタな理由」はギター教則本/DVDとしては異例のベストセラーを続けている。右手の高速ピッキング法は、「R.A.S.式ピッキング」とギター・マガジンのスタッフに命名され、教則本「R.A.S.式ピッキング 速弾き攻略のための究極メソッド」が発売されている。プロデュースする音楽も幅広く、J-POP、ロック、ジャズ、クラシック、V系、歌謡曲等のプロデュース作品がリリースされている。曲作りにおいてはコンピューターを得意とし、それを音楽制作においても最大限の武器にした方法論で制作に臨んでいる。